# الحبيب عمار
الحبيب عمّار (سوسة، 25 ماي 1936) ، هو سياسي وعسكري ووزير تونسي سابق لعب دورا هاما في إنجاح حركة 7 نوفمبر 1987. كان الحبيب عمّار ضمن إحدى أوائل بعثات الجيش التونسي إلى مدرسة سان سير الحربية بفرنسا، والتي ضمت أيضا زين العابدين بن علي وعبد الحميد الشيخ. ابتعث بين 1969 و1970 إلى الولايات المتحدة الأمريكية ثم إلى إيطاليا (1974 - 1977) لإتمام تكوينه العسكري. عين عام 1983 كملحق عسكري في السفارة التونسية بالمغرب قبل أن يصبح آمرا للحرس الوطني في 10 جانفي 1984 بعد أحداث الخبز خلفا لعامر غديرة. ساهم في إنجاح انتقال الحكم لصالح الوزير الأول زين العابدين بن علي، وعين وزيرا للداخلية في الحكومة الجديدة، ثم رفع في جويلية 1988 إلى رتبة وزير دولة مكلف بالداخلية. أعفي من مهامه في نوفمبر 1988 وعوضه الشاذلي النفاتي ليعين سفيرا في فيينا. عاد إلى المناصب الوزارية كوزير للمواصلات بين 25 جانفي 1995 و20 جانفي 1997. عين عام 1999 على رأس لجنة تنظيم الألعاب المتوسطية 2001 بعد وفاة رئيسها عبد الحميد الشيخ، كما كلف عام 2003 بإدارة لجنة الإعداد القمة العالمية حول مجتمع المعلومات التي أقيمت عام 2005 في تونس. بعد الثورة التونسية اتهم عمّار بن علي بالانقلاب على بيان 7 نوفمبر وبمحاولة اغتياله لمّا كان سفيرا في فيينا. في 2017 اصدر كتابا بعنوان ”مسيرة جنديّ بين الواجب والأمل” سرد فيها وقائع حركة 7 نوفمبر 1987.